# Дешон Браун
Дешон Двейн Браун (англ. Deshorn Dwayne Brown, нар. 22 грудня 1990, Манчестер) — ямайський футболіст, нападник клубу «Бенгалуру». Виступав, зокрема, за клуб «Волеренга», а також національну збірну Ямайки.

## Клубна кар'єра

### Ранні роки
Народився 22 грудня 1990 року в місті Манчестер. Навчався у Вищій технічній школі Сент-Елізабет. Потім переїхав до США, де навчався в Мобільному університеті Алабами. По завершені другого курсу перевівся до Університету Центральної Флориди. У 2013 році відмовився від навчання на старшому курсі заради участі в Супердрафті MLS. Вихованець юнацьких команд футбольних клубів «Мобайл Реймс» та «ЮКФ Найтс».

### «Дес Мойнс Менас» та «Рідінг Юнайтед»
У дорослому футболі дебютував 2011 року виступами за команду «Дес Мойнс Менас» у Premier Development League, в якій того року взяв участь у 10 матчах чемпіонату та відзначився 9-а голами. Разом з командою вийшов до плей-оф, де поступився «Мічиган Бакс». Наступний рік провів у складі іншого клубу Premier Development League, «Рідінг Юнайтед», разом з яким поступився в попередньому раунді плей-оф «Кароліна Динамо». Незважаючи на цю невдачу, сезон дл Дешона склався непогано: в 13-и зіграних матчах відзначився 13-а голами.

### «Колорадо Репідс»
17 січня 2013 року взяв участь у першому раунді Супердрафту MLS під 6-м порядковим номером. Дебютував у MLS 2 березня 2013 року в програному (0:1) поєдинку проти «Далласа». Дебютним голом на професіональному рівні відзначився 16 березня 2013 року на 37-й хвилині нічийного (1:1) поєдинку проти «Реал Солт-Лейк». У сезоні 2013 року мав декілька вагомих успіхів. Отримав «Золоту бутсу» «Колорадо Репідс» 2013 (10 голів), а також лідирував у перегонах за звання Найкращий новачок MLS, а також йому не вистачило лише одного голу, щоб стати Найкращим новачком-бомбардиром MLS. У підсумку Дешон поступився в перегонах за звання Найкращий новачок року в MLS своєму одноклубнику Діллону Паверсу. 5 жовтня відзначився третім в історії MLS найшвидшим голом (15-а секунда) в переможному (5:1) поєдинку проти «Сіетла».

### «Волеренга»
17 березня 2015 року проданий до «Волеренги», підписав з норвезьким клубом контракт до 1 вересня 2018 року. У новій команді дебютував 6 квітня в переможному (3:1) поєдинку проти «Стремсгодсета». Дебютними голами в новому клубі відзначився 17 квітня 2015 року на 35-й та 36-й хвилинах переможного (2:0) поєдинку проти «Гаугесуна». За підсумками сезону «Волеренга» фінішувала на 7-у місці в чемпіонаті, а Браун зіграв 23 матчі (7 голів). У команді виступав до липня 2016 року, за цей час зіграв у всіх змаганнях 40 матчів, в яких відзначився 17-а голами.

### «Шеньчжень»
6 липня 2016 року проданий за суму близько 1,2 мільйони євро до клубу Першої ліги Китаю «Шеньчжень», з яким підписав 2-річний контракт. У новій команді дебютував 10 липня, в переможному (1:0) поєдинку проти «Ціндао Чжуннен», в якому став автором переможного голу. Відзначився хет-триком в поєдинку проти «Шанхай Шенсинь». 

### «Тампа-Бей Роудіс»
7 березня 2017 року перейшов до клубу USL «Тампа-Бей Роудіс». Дебютував у новій команді 1 квітня в переможному (4:0) поєдинку проти «Торонто II», де також відзначився голом. У команді виступав до червня наступного року, за цей час у чемпіонаті та кубку зіграв 15 матчів, в яких відзначився 3-а голами.

### «Ді Сі Юнайтед»
20 червня 2017 року перейшов з «Тампа-Бей Роудіс» до «Ді Сі Юнайтед», після того як «Х'юстон Динамо» продали своє місце в MLS. 28 листопада 2017 року його контракт з «Юнайтед» закінчився.

### «Лорка Депортіва»
У січні 2018 року підписав контракт з іспанським клубом «Лорка Депортіва».

### «Оклахома-Сіті Енерджі»
18 вересня 2018 року повернувся до США, підписавши контракт з клубом USL «Оклахома-Сіті Енерджі».

### «Бенгалуру»
1 січня 2020 року приєднався до клубу індійської Суперліги «Бенгалуру», з яким підписав півторарічний контракт, до завершення сезону 2020/21 років. Станом на 19 листопада 2019 року відіграв за клуб з Бенгалуру 5 матчів в національному чемпіонаті.

## Виступи за збірну
7 жовтня 2013 року отримав дебютний викли до національної збірної Ямайки, після того як забив другий (на той час) найшвидший м'яч в історії MLS. Дебютував за національну команду 11 жовтня 2013 року в програному (0:2) поєдинку проти США. Дебютним голом на міжнародному рівні відзначився 2 березня 2014 року в поєдинку проти Барбадосу.
У складі збірної був учасником розіграшу Кубка Америки 2015 року у Чилі.

## Статистика виступів

### Статистика клубних виступів
| Сезон                             | Клуб                              | Чемпіонат                         | Чемпіонат | Чемпіонат | Національний кубок | Національний кубок | Національний кубок | Континентальні кубки | Континентальні кубки | Континентальні кубки | Суперкубки | Суперкубки | Суперкубки | Усього | Усього |
| Сезон                             | Клуб                              | Ліга                              | Ігор      | Голів     | Ліга               | Ігор               | Голів              | Ліга                 | Ігор                 | Голів                | Ліга       | Ігор       | Голів      | Ігор   | Голів  |
| --------------------------------- | --------------------------------- | --------------------------------- | --------- | --------- | ------------------ | ------------------ | ------------------ | -------------------- | -------------------- | -------------------- | ---------- | ---------- | ---------- | ------ | ------ |
| 2011                              | «Дес Мойнс Менас»                 | PDL                               | 10        | 9         | -                  | -                  | -                  | -                    | -                    | -                    | -          | -          | -          | 10     | 9      |
| 2012                              | «Рідінг Юнайтед»                  | PDL                               | 13        | 13        | -                  | -                  | -                  | -                    | -                    | -                    | -          | -          | -          | 13     | 13     |
| 2013                              | «Колорадо Репідс»                 | MLS                               | 32        | 10        | USOC               | 1                  | 0                  | -                    | -                    | -                    | -          | -          | -          | 33     | 10     |
| 2014                              | «Колорадо Репідс»                 | MLS                               | 30        | 10        | USOC               | 2                  | 3                  | -                    | -                    | -                    | -          | -          | -          | 32     | 13     |
| січ.-бер. 2015                    | «Колорадо Репідс»                 | MLS                               | 1         | 0         | USOC               | 0                  | 0                  | -                    | -                    | -                    | -          | -          | -          | 1      | 0      |
| Усього за «Колорадо Репідс»       | Усього за «Колорадо Репідс»       | Усього за «Колорадо Репідс»       | 63        | 20        |                    | 2                  | 3                  |                      | -                    | -                    |            | -          | -          | 65     | 23     |
| 2015                              | «Волеренга»                       | ТП                                | 23        | 7         | КН                 | 0                  | 0                  | -                    | -                    | -                    | -          | -          | -          | 23     | 7      |
| січ.-лип. 2016                    | «Волеренга»                       | ТП                                | 14        | 6         | КН                 | 3                  | 4                  | -                    | -                    | -                    | -          | -          | -          | 17     | 10     |
| Усього за «Волеренгу»             | Усього за «Волеренгу»             | Усього за «Волеренгу»             | 37        | 13        |                    | 3                  | 4                  |                      | -                    | -                    |            | -          | -          | 40     | 17     |
| лип.-гр. 2016                     | «Шеньчжень»                       | Л1                                | 14        | 7         | КК                 | -                  | -                  | -                    | -                    | -                    | -          | -          | -          | 14     | 7      |
| бер.-лип. 2017                    | «Тампа-Бей Роудіс»                | USL                               | 14        | 3         | USOC               | 1                  | 0                  | -                    | -                    | -                    | -          | -          | -          | 15     | 3      |
| лип.-гр. 2017                     | «Ді Сі Юнайтед»                   | MLS                               | 16        | 2         | USOC               | 0                  | 0                  | -                    | -                    | -                    | -          | -          | -          | 16     | 2      |
| січ.-лип. 2018                    | «Лорка Депортіва»                 | СД                                | 12        | 1         | КІ                 | -                  | -                  | -                    | -                    | -                    | -          | -          | -          | 12     | 1      |
| 2018                              | «Оклахома-Сіті Енерджі»           | USL                               | 4         | 1         | -                  | -                  | -                  | -                    | -                    | -                    | -          | -          | -          | 4      | 1      |
| 2019                              | «Оклахома-Сіті Енерджі»           | USL                               | 30        | 15        | -                  | -                  | -                  | -                    | -                    | -                    | -          | -          | -          | 30     | 15     |
| Усього за «Оклахому-Сіті Енерджі» | Усього за «Оклахому-Сіті Енерджі» | Усього за «Оклахому-Сіті Енерджі» | 34        | 16        |                    | 7                  | 7                  |                      | 0                    | 0                    |            | -          | -          | 34     | 16     |
| січ.-лип. 2020                    | «Бенгалуру»                       | ISL                               | 5         | 2         | СК                 | 0                  | 0                  | Кубок АФК            | 1                    | 3                    |            | -          | -          | 6      | 5      |
| Усього за кар'єру                 | Усього за кар'єру                 | Усього за кар'єру                 | 118       | 86        |                    | 7                  | 7                  |                      | 1                    | 3                    |            | -          | -          | 126    | 96     |

### Статистика виступів за збірну
| Дата       | Місто                  | Господарі         | Результат | Гості             | Турнір                       | Голи | Примітки |
| ---------- | ---------------------- | ----------------- | --------- | ----------------- | ---------------------------- | ---- | -------- |
| 11/10/2013 | Канзас-Сіті (Канзас)   | США               | 2 – 0     | Ямайка            | Відбір до ЧС 2014            | -    |          |
| 15/10/2013 | Кінгстон (Ямайка)      | Ямайка            | 2 – 2     | Гондурас          | Відбір до ЧС 2014            | -    |          |
| 15/11/2013 | Монтего-Бей            | Ямайка            | 0 – 1     | Тринідад і Тобаго | товариський матч             | -    |          |
| 19/11/2013 | Порт-оф-Спейн          | Тринідад і Тобаго | 2 – 0     | Ямайка            | товариський матч             | -    |          |
| 02/03/2014 | Сент-Мішель (Барбадос) | Барбадос          | 0 – 2     | Ямайка            | товариський матч             | 1    |          |
| 05/03/2014 | Грос-Іслет Квартер     | Сент-Люсія        | 0 – 5     | Ямайка            | товариський матч             | 1    |          |
| 26/05/2014 | Гаррісон               | Сербія            | 2 – 1     | Ямайка            | товариський матч             | -    |          |
| 09/09/2014 | Торонто                | Канада            | 3 – 1     | Ямайка            | товариський матч             | -    |          |
| 13/06/2015 | Антофагаста (місто)    | Уругвай           | 1 – 0     | Ямайка            | Копа Америка 2015 - 1-й етап | -    |          |
| 16/06/2015 | Антофагаста (місто)    | Парагвай          | 1 – 0     | Ямайка            | Копа Америка 2015 - 1-й етап | -    |          |
| 20/06/2015 | Вінья-дель-Мар         | Аргентина         | 1 – 0     | Ямайка            | Копа Америка 2015 - 1-й етап | -    |          |
| 04/09/2015 | Кінгстон (Ямайка)      | Ямайка            | 2 – 3     | Нікарагуа         | Відбір до ЧС 2018            | -    |          |
| 08/09/2015 | Манагуа                | Нікарагуа         | 0 – 2     | Ямайка            | Відбір до ЧС 2018            | -    |          |
| 13/10/2015 | Сеул                   | Південна Корея    | 3 – 0     | Ямайка            | товариський матч             | -    |          |
| Усього     |                        | Матчів            | 14        |                   | Голів                        | 2    |          |

## Досягнення
збірна Ямайки
- Карибський кубок
  -  Володар (1): 2014